# کالاواسوس
کالاواسوس (به لاتین: Kalavasos) یک روستا در قبرس است که در ناحیه لارناکا واقع شده‌است.

## نگارخانه

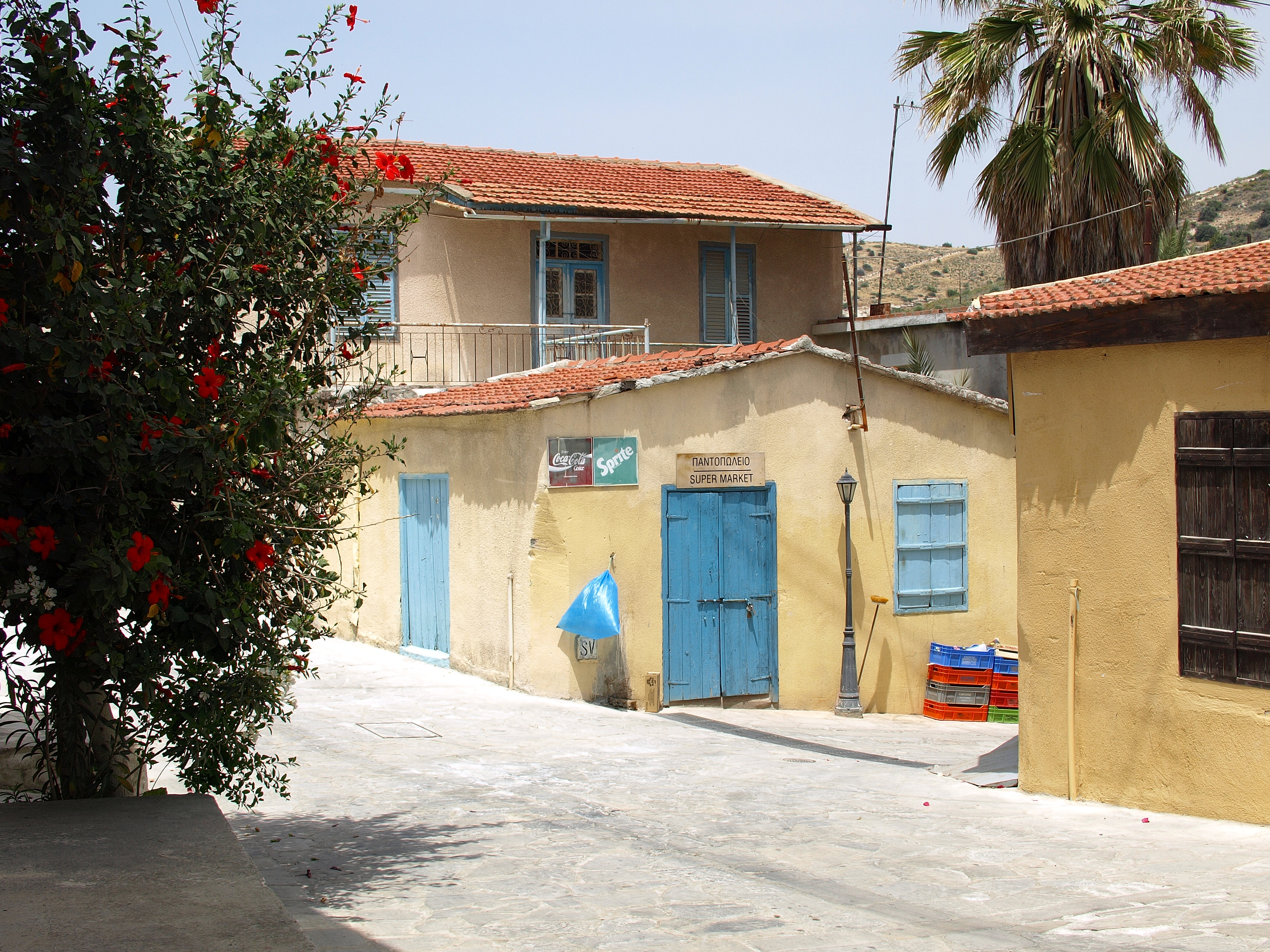
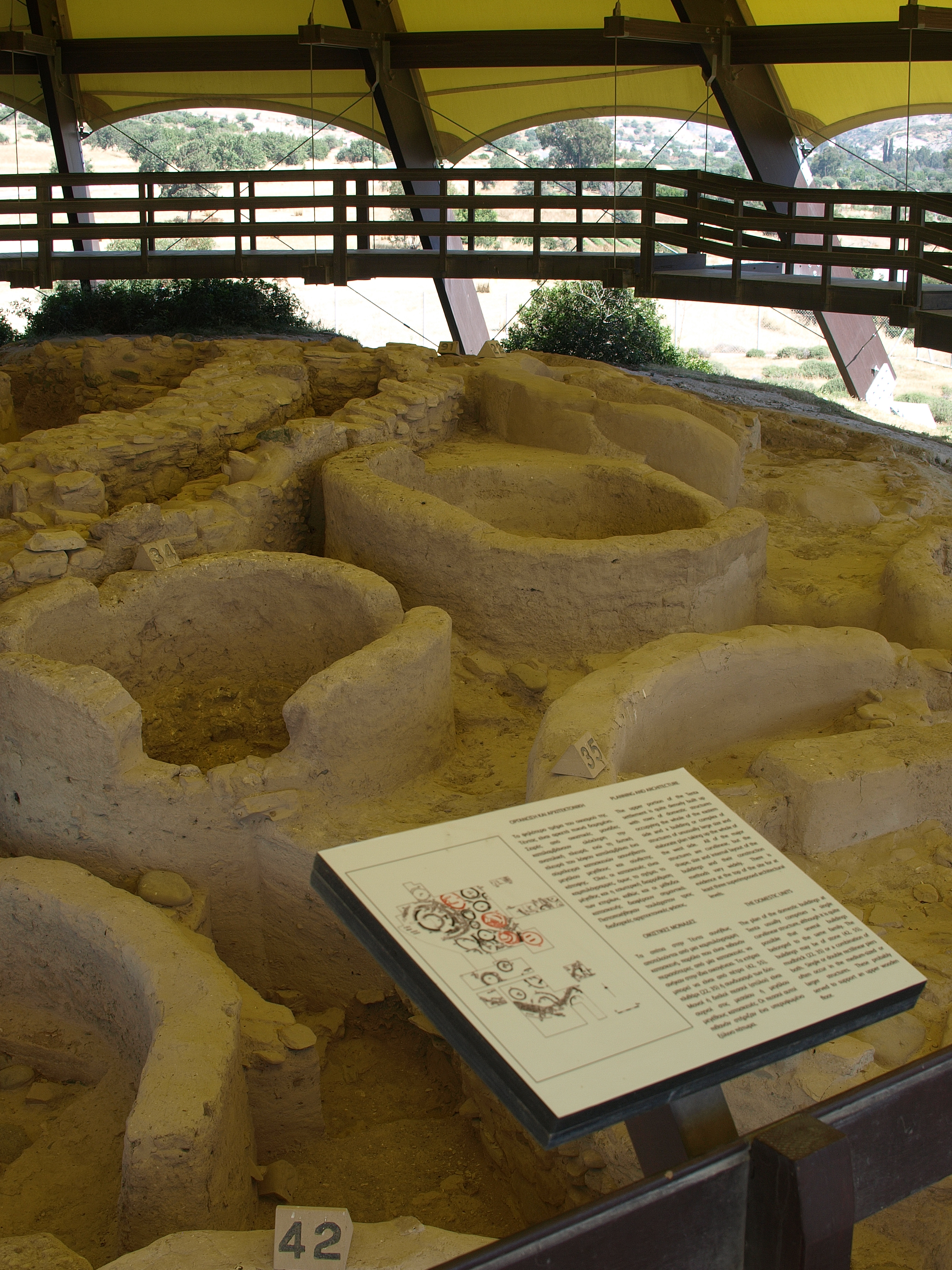

## خصوصیات
کالاواسوس  ۷۳۷ نفر جمعیت دارد.